# Ercole Pasquini
Ercole Pasquini   (Ferrara, c. 1560 - Roma, 1608 ↔ 1619) va ser un compositor i organista italià.

## Biografia
Pasquini va néixer a Ferrara i va estudiar amb Alessandro Milleville (1521? -1589). Va ser descrit per Agostino Superbi (1620) com un músic i organista molt intel·ligent i excel·lent. "Tenia una mà molt àgil; i de vegades jugava tan esplèndid que va captivar la gent i els va sorprendre realment". Als anys 1580, Pasquini va assumir la instrucció musical de les filles de Giovan Battista Aleotti, arquitecte de la cort de Ferrara, per Milleville.
L'1 de maig de 1592, Pasquini es va convertir en l'organista dels ridotti de Mario Bevilacqua i de l'església olivetiana (Orde de Sant Benet), "Santa Maria in Organo", a Verona. Mentre ocupava aquests càrrecs, va escriure i publicar una "faula boscareccia" titulada I fidi amanti (Verona, 1593) en previsió del casament de Don Carlo Gesualdo i Eleonora d'Este que va tenir lloc a Ferrara l'any següent (1594). Després de la mort de Bevilacqua, aparentment Pasquini va tornar a Ferrara, on va succeir a Luzzasco Luzzaschi com a organista de l'"Accademia della Morte". Va ser succeït en aquest càrrec per Girolamo Frescobaldi.
El 6 d'octubre de 1597, Pasquini va ser elegit organista de la Capella Giulia a la basílica de Sant Pere a Roma. Durant l'estiu i la tardor de 1604, va assumir la mateixa posició al "Santo Spirito de Sàssia", continuant les seves funcions a Sant Pere. A partir del 1603, apareix alguna irregularitat en la seva signatura pel seu pagament, procedent de la Capella Giulia. Nicolo Pasquini, possiblement un fill, signava de tant en tant a partir de setembre de 1603 durant els dos anys següents. Durant l'estiu de 1605, els seus pagaments van ser signats pel mestre di capella, Francesco Soriano, i els mesos de novembre i desembre, va signar l'acompanyant de l'hospital, on s'estava tractant Pasquini. El 19 de maig de 1608, Pasquini va ser destituït del seu càrrec per "causes justes". En un relat d'Agostino Faustini el 1646, Pasquini va morir boig a Roma.

## Obres publicades
S'han conservat una trentena de peces per al teclat en còpies manuscrites. No s'ha conservat cap autògraf ni se'n va publicar cap durant la seva vida. Entre els articles que ens han arribat hi ha 6 tocates, 2 durezze, 9 o 10 canzonas, 5 jocs de variacions, 3 danses i una intabulació del madrigal Ancor che co'l partire de Cipriano de Rore. Aquestes obres mostren a Pasquini com un compositor molt original, presagiant en molts aspectes les obres de teclat del seu compatriota més jove, Girolamo Frescobaldi. Els seus Durezze són els primers coneguts del seu tipus.
De les seves obres vocals, només cinc es van publicar durant la seva vida o poc després. El madrigal Mentre che la bell'Isse de 1591, apareix com un motet contrafacte Sanctus Sebastianus en una col·lecció Passau. Dos motets, inclosa la impressionant Quem viditis pastores? De deu veus, van ser inclosos en una publicació de la seva estudiant, Vittoria Aleotti, el 1593. Un madrigal espiritual M'empio gli occhi di pianto, a un text d'Angelo Grillo, va aparèixer el 1604, i l'obra final, publicada després de la seva mort, és Jesu decus angelicum per a quatre veus i orgue.